# Forza Motorsport 7
Forza Motorsport 7 é um jogo de corrida desenvolvido pela Turn 10 Studios e publicado pela Xbox Game Studios Exclusivamente para o Xbox One e Windows 10. Foi lançado no dia 03 de Outubro de 2017. É o décimo jogo da franquia na série Forza, o sétimo na série principal, foi removido da loja da Microsoft em 15 de setembro de 2021, devido a expiração de licenças

## Jogabilidade

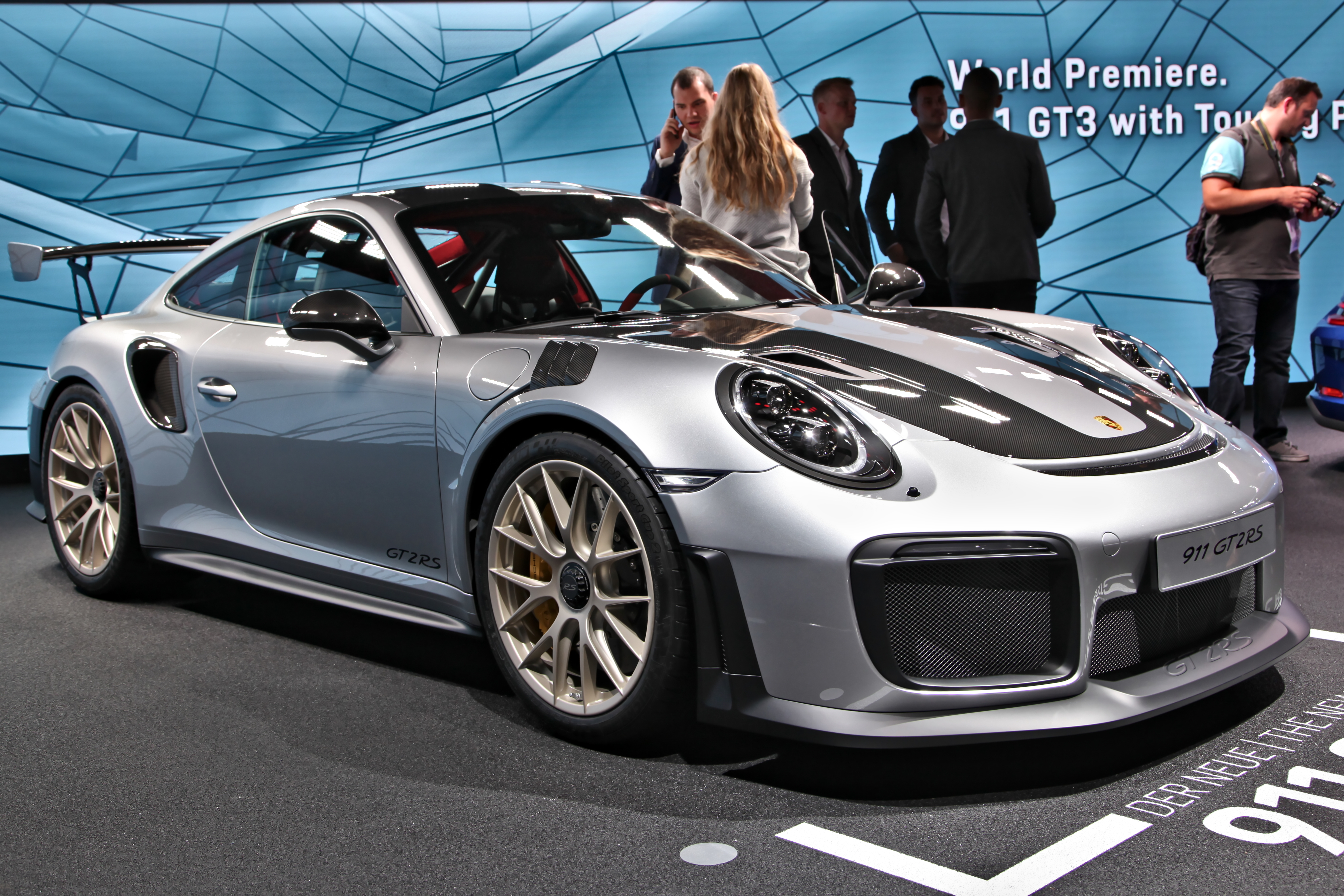
Porsche GT2 RS é o carro de capa do Forza Motorsport 7.

Forza Motorsport 7 é um jogo de corrida que contém mais de 700 carros - incluindo carros do novo Forza Edition, a maioria dos quais foram trazidos do Forza Horizon 3 - e mais de 200 configurações diferentes para correr através de 32 localidades no lançamento, incluindo todos do Forza Motorsport 6, um circuito de rua ficcional de Dubai é um dos novos circuitos e algumas pistas retornando do Forza Motorsport 4 incluindo Maple Valley Raceway, Circuito de Mugello e Circuito de Suzuka . Duas características que são novas para o novo título de Motorsport inclui clima dinâmico (visto anteriormente nos títulos Horizon) e pilotos customizáveis.

## Anuncio
Forza Motorsport 7 foi apresentado na conferencia do Xbox na E3 2017 em 11 de Junho tendo como capa do jogo o Porsche 911 GT2 RS. É um titulo que recebe os selos de Xbox Play Anywhere (Xbox One e Windows 10) e Xbox One X Enhaced (Otimizado pra Xbox One X). O Grande destaque do anuncio foi a otimização do jogo para Xbox One X que rodaria na resolução 4K Nativa(2160p) com a tecnologia HDR e a uma taxa de frame de 60fps. Outro ponto destacado foi a inserção de clima dinâmico na maioria das pistas do game, como neblina, chuvas, trovões, raios, e etc. Todas essas adições modificaria completamente a forma de conduzir o carro em cada um dos climas.

## Opinião da critica
Foi muito elogiado pela crítica especializada, A versão de Xbox One recebeu uma avaliação 86% e a de PC 82% no Metacritic.Mas teve recepção mista e negativa pelo público.

## Novidades
- 700 Carros no lançamento incluindo a maior coleção de Ferraris, Lamborghinis e Porsches
- Carros da Porsche voltam a franquia no jogo base (Sem necessidade de DLC's)
- Clima Dinâmico
- Corridas Noturna (Com progressão de tempo)
- Porsche 911 GT2 como capa do jogo
- Novos modos de Liga
- Aprimoramento para Xbox One X
- Cross-save e Cross-Play entre plataformas
- Personalização de aparência e equipamentos de piloto. Opções que abrangem décadas de história de corridas e cultura pop.
- 32 Pistas e 200 traçados diferentes

## Circuitos
| - Mount Panorama Circuit - Bernese Alps a - Brands Hatch - Circuito da Catalunha - Circuito das Américas - Daytona International Speedway - Dubaia - Hockenheimring - Homestead-Miami Speedway - Indianapolis Motor Speedway - Circuit de la Sarthe | - Lime Rock Park - Circuito de Rua de Long Beach - Maple Valley Racewaya - Mazda Raceway Laguna Seca - Autódromo Nacional de Monza - Circuito de Mugello - Nurburgring - Praga - Rio de Janeiroa - Road America - Road Atlanta | - Sebring International Raceway - Circuito de Silverstone - Sonoma Raceway - Circuito de Spa-Francorchamps - Circuito de Suzuka - Test Track Airfielda - Top Gear - Virginia International Raceway - Watkins Glen International - Circuito de Yas Marina |

↑a  Lugar ou pista fictícia

## Características Técnicas
- Multijogadores de 2 a 24 Players Online
- Cooperação local de 2 Players
- Xbox Play Anywhere
- Multijogadores entre plataformas
- Tela dividida
- Salvamentos de save na nuvem do Xbox Live
- Xbox One X Aprimorado

## Resolução
| Plataformas | Resolução | Taxa de Quadro | Xbox Live Gold |
| ----------- | --------- | -------------- | -------------- |
| Xbox One    | 1080p     | 60fps          | Multi-jogador  |
| Xbox One X  | 4K UHD    | 60fps          | Multi-jogador  |
| Windows 10  | 4K UHD    | 60fps ou mais  | Em nenhum modo |

Nota: No Windows 10 a resolução e taxa de quadros podem variar conforme o hardware do computador 